# Dugadikoppa, Siddapur
Dugadikoppa là một làng thuộc tehsil Siddapur, huyện Uttara Kannada, bang Karnataka, Ấn Độ.